# Bandeira da União Postal Universal
A Bandeira da União Postal Universal é um símbolo oficial da União Postal Universal (UPU).

## História

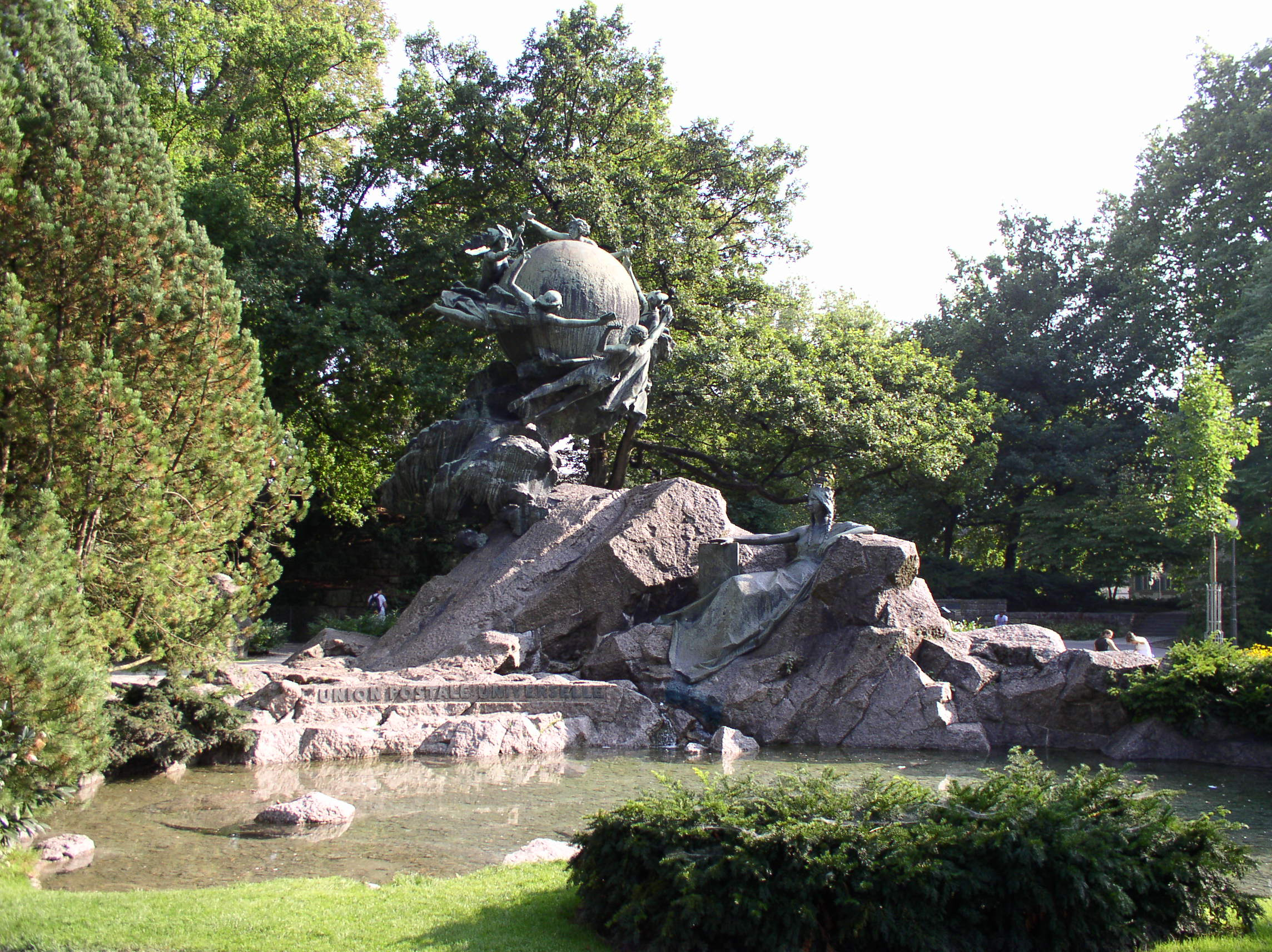
Monumento de René de Saint-Marceaux que inspirou o emblema e a bandeira UPU. Parque Kleine Schanze, em Berna

Considera-se que a bandeira foi inicialmente adotada em 1948. O emblema da UPU - e consequentemente sua bandeira, inspira-se no monumento da União Postal Universal erguido no início do século XX em Berna, Suíça; está localizado no Parque Kleine Schanze, no coração da cidade, perto da estação ferroviária. A estátua de bronze e granito que comemora a fundação da União em 1874 foi inaugurada em 4 de outubro de 1909. É obra do escultor francês René de Saint-Marceaux, membro da Academia de Belas-Artes de Paris (Académie des Beaux-Arts de Paris). Ele foi contratado para produzir o trabalho na sequência de um concurso internacional organizado pelo Governo suíço sobre o tema: "Em todo o mundo".
O logotipo apareceu pela primeira vez na capa da revista principal da UPU, Union Postale, em 1951, e depois foi usado em envelopes e documentos oficiais. O Conselho Executivo da UPU o adotou como logomarca oficial da União em 1967.

## Características
Seu desenho consiste em um retângulo de proporção largura-comprimento de 2:3 de fundo azul no qual, em seu centro, está o emblema da organização na cor branca.

## Simbolismo

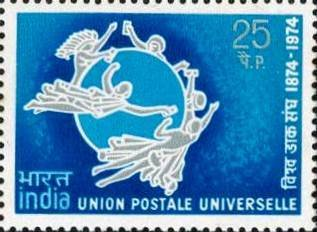
Selo indiano de 1974 com o emblema da organização

As cores azul e branco são as cores oficiais das Nações Unidas. O emblema representa cinco homens e mulheres, entre os quais um índio americano que dança em volta de uma esfera. A esfera representa a Terra e os cinco homens e mulheres representam os cinco continentes. Assim, o globo terrestre, demonstrando seu caráter global, e as pessoas, diferentes grupos étnicos que trocam cartas entre si em volta do globo, representando a comunicação postal como meio de integração entre os povos.
A escultura de De Saint-Marceaux representa a missão verdadeiramente universal da UPU, representando cinco mensageiros, homens e mulheres, dançando ao redor da Terra; eles simbolizam os cinco continentes à medida que passam as cartas ao redor do globo. A representação simbólica do monumento foi gradativamente aceita como o emblema distintivo da UPU.